# 4383 Suruga
4383 Suruga este un asteroid din centura principală, descoperit pe 1 decembrie 1989 de Yoshiaki Oshima.